# Honoré d'Estienne d'Orves
Pour les articles homonymes, voir d'Estienne d'Orves et famille d'Estienne.
Honoré d’Estienne d’Orves [dɛstjɛn dɔʁv], né le 5 juin 1901 à Verrières-le-Buisson et mort le 29 août 1941 au Mont-Valérien (Suresnes), est un officier de marine français, héros de la Seconde Guerre mondiale, martyr de la Résistance, mort pour la France, compagnon de la Libération à titre posthume par décret du 30 octobre 1944.
Le réseau de renseignement de la France libre, qu'il a organisé avec Jan Doornik, Maurice Barlier et d'autres, s'appelait Nemrod.

## Biographie

### Origines familiales et formation

Armoiries de la famille d'Estienne d'Orves.

Honoré d’Estienne d’Orves naît à Verrières-le-Buisson, fief de sa famille maternelle, les Vilmorin (il était le cousin germain de Louise de Vilmorin). Sa famille paternelle (son père est Marc d'Estienne d'Orves), de vieille souche provençale est royaliste légitimiste ; c'est une branche de la famille d'Estienne de Saint-Jean. Il descend des généraux vendéens Charles d'Autichamp et Constant de Suzannet, et à la maison, le drapeau blanc est de rigueur[réf. nécessaire], (comme chez les Hauteclocque d’ailleurs).
Il entre, en 1910, au lycée Saint-Louis-de-Gonzague, puis rejoint Louis-le-Grand en 1919 (il étudie aussi au lycée privé Sainte-Geneviève) pour préparer le concours d'entrée à l'École polytechnique, qu'il intègre en 1921. Lycéen proche de l'Action française, il s'éloigne de la politique en entrant à Polytechnique.
Durant ses études à Polytechnique, lui et son ami Pierre Henri Bertrand de Saussine du Pont de Gault courtisent Louise de Vilmorin, rescapée de la tuberculose osseuse. Elle leur préférera un temps Antoine de Saint-Exupéry. Parallèlement, il participe au groupement confessionnel catholique des Équipes sociales de Robert Garric.

### Marin
Sorti de l'École polytechnique en 1923, Honoré d'Estienne d'Orves s'engage dans la Marine nationale, élève officier à l'École navale. Il participe à la campagne d'application à bord du croiseur école Jeanne d'Arc. En avril 1925, vingt cinq enseignes de vaisseau de 2e classe dont d'Estienne d'Orves et Jean L'Herminier embarquent sur le Jules Michelet juste réarmé pour être le navire amiral des forces navales en Extrême-Orient.
En 1929, il épouse Éliane de Lorgeril, descendante de Louis de Lorgeril, maire de Rennes, avec qui il aura cinq enfants : Marguerite, Monique, Rose, Marc (1937-2016), comte d'Estienne d'Orves, capitaine de corvette honoraire, Philippe, comte d'Estienne d'Orves.
Il est promu Lieutenant de vaisseau en 1930. En décembre 1939 il est embarqué à bord du croiseur lourd Duquesne, comme aide de camp de l'amiral Godfroy, commandant la Force X. Cette escadre se trouvant internée à Alexandrie lors de l'opération Catapult le 3 juillet 1940, d'Estienne d'Orves ne se satisfait pas de l'inaction à laquelle il est contraint.

### La volonté de continuer le combat
En juillet 1940, avec plusieurs de ses camarades, il tente de rejoindre le général Legentilhomme, commandant supérieur des troupes de la Côte française des Somalis, qui a annoncé son intention de refuser l'armistice. La colonie s'étant finalement ralliée au gouvernement de Vichy en évinçant le général Legentilhomme, d'Estienne d'Orves décide, en août 1940, de rejoindre l'Angleterre.
Il parvient à Londres à la fin de septembre après un long périple autour de l'Afrique, il prend le nom de « Chateauvieux » et se présente au quartier-général du général de Gaulle. Il est affecté au 2e bureau des Forces navales françaises libres.

### Mission en France

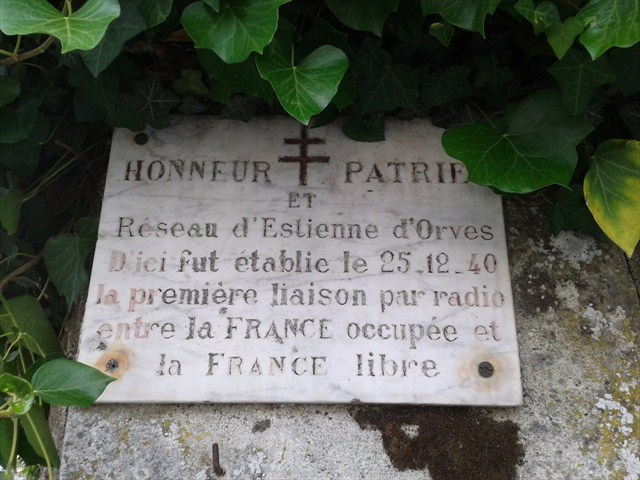
Plaque commémorative du premier appel entre la France libre et la France occupée en décembre 1940.

Le 21 décembre 1940, il est envoyé en mission en France : il traverse la Manche à bord d'un petit chalutier, accompagné du quartier-maître radiotélégraphiste « Georges Marty » (un Alsacien dont le vrai nom est Alfred Gaessler). Ils débarquent à Plogoff (Pors Loubous). Installé à Nantes dans le quartier de Chantenay, il organise un réseau de renseignement en France, le réseau Nemrod. Il établit la première liaison radio entre la France occupée et Londres. Du 6 au 19 janvier 1941, il est à Paris, où il séjourne entre autres chez Max André, une connaissance d'avant-guerre, qui accepte, à sa demande, de monter un réseau de renseignement dans la capitale.

### Arrestation
À son retour à Nantes, il est trahi par Alfred Gaessler qui est en réalité un agent du contre-espionnage allemand. Il est arrêté le 22 janvier 1941, ainsi que les époux Clément, chez qui il se trouvait, et, par la suite, les vingt-trois autres membres du réseau. Les accusés sont transférés à Berlin puis à Paris où, le 23 mai, la cour martiale allemande condamne Estienne d'Orves à mort ainsi que huit de ses camarades qui sont transférés à Fresnes.
Les condamnés ne sont pas immédiatement exécutés. Ce sursis peut s'expliquer par la volonté du général von Stülpnagel, commandant des forces d'occupation en France, de garder des otages pour une occasion spectaculaire. Il est aussi possible qu'il ait été tenu compte de la forte émotion provoquée par la condamnation d'un officier de marine, au point de susciter l'intervention  du gouvernement de Vichy auprès des autorités allemandes. L'amiral Darlan, vice-président du Conseil, intervient, le 25 mai 1941, dans le cadre de ses tractations avec les Allemands concernant les Protocoles de Paris, pour demander la grâce d'Estienne d'Orves à l'amiral Canaris, en proposant en échange la fourniture de renseignements provenant du centre  d'écoutes secret des Oudaïas (Rabat), afin que les Allemands soient informés sur les mouvements de la Marine britannique et le 27 mai des militaires français, proches de la Résistance, sont arrêtés, dont André Beaufre, semble-t-il (selon Loustaunau-Lacau) sur instructions de Darlan.

### Exécution

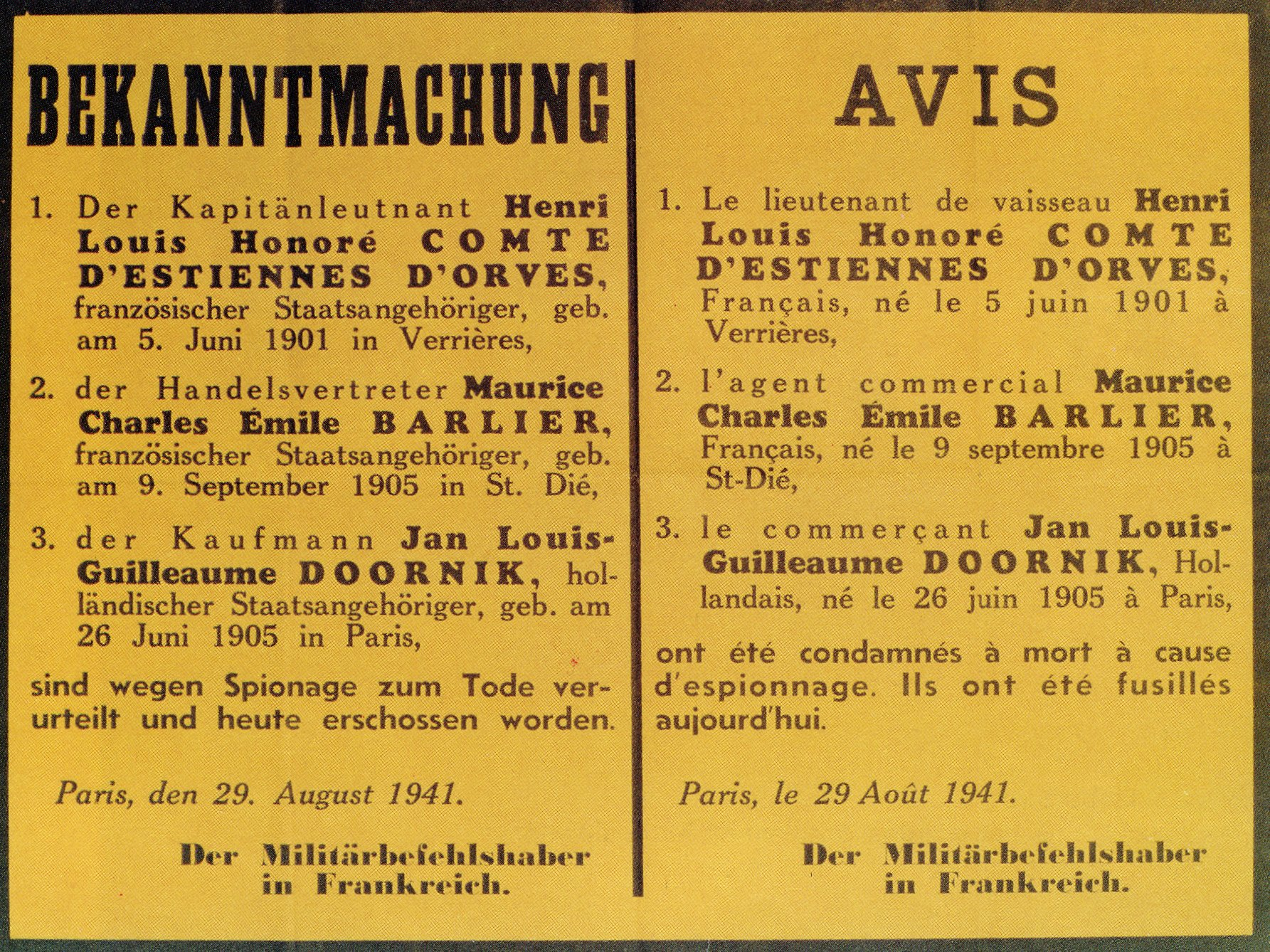
Affiche bilingue allemand-français annonçant l'exécution d'Estienne d'Orves et de ses compagnons par l'occupant.

Le 22 juin 1941, l'URSS entre en guerre (opération Barbarossa) et, le 21 août 1941, le résistant communiste Pierre Georges — le futur colonel Fabien — abat de deux balles dans le dos l'aspirant d'intendance de la Kriegsmarine, Alfons Moser au métro Barbès,. Le lendemain, les Allemands promulguent une ordonnance transformant les prisonniers français en otages et le général von Stülpnagel profite de l'occasion pour faire un exemple. En représailles, cent otages sont exécutés dont d'Estienne d’Orves le 29 août 1941 au Mont-Valérien, en compagnie de Maurice Barlier, sous-lieutenant FFL, et de Jan Doornik, officier hollandais.
D'Estienne d’Orves a laissé un journal où il exalte sa foi catholique et patriotique, ainsi que des lettres émouvantes à sa famille.
Ses enfants sont recueillis par des camarades de l'École polytechnique, dont Jean Freysselinard, gendre du président Albert Lebrun, installé à Vizille (Isère).

## Décorations
- Chevalier de la Légion d'honneur
- Compagnon de la Libération[16] à titre posthume par décret du 30 octobre 1944[17]
- Officier de l'ordre du Ouissam alaouite (Maroc)
- Officier de l'ordre de la Couronne (Roumanie)
- Officier de l'ordre du Mérite militaire (Bulgarie)
- Chevalier de l'ordre de l'Épi d'or (Chine)

## Hommages posthumes et mémoire

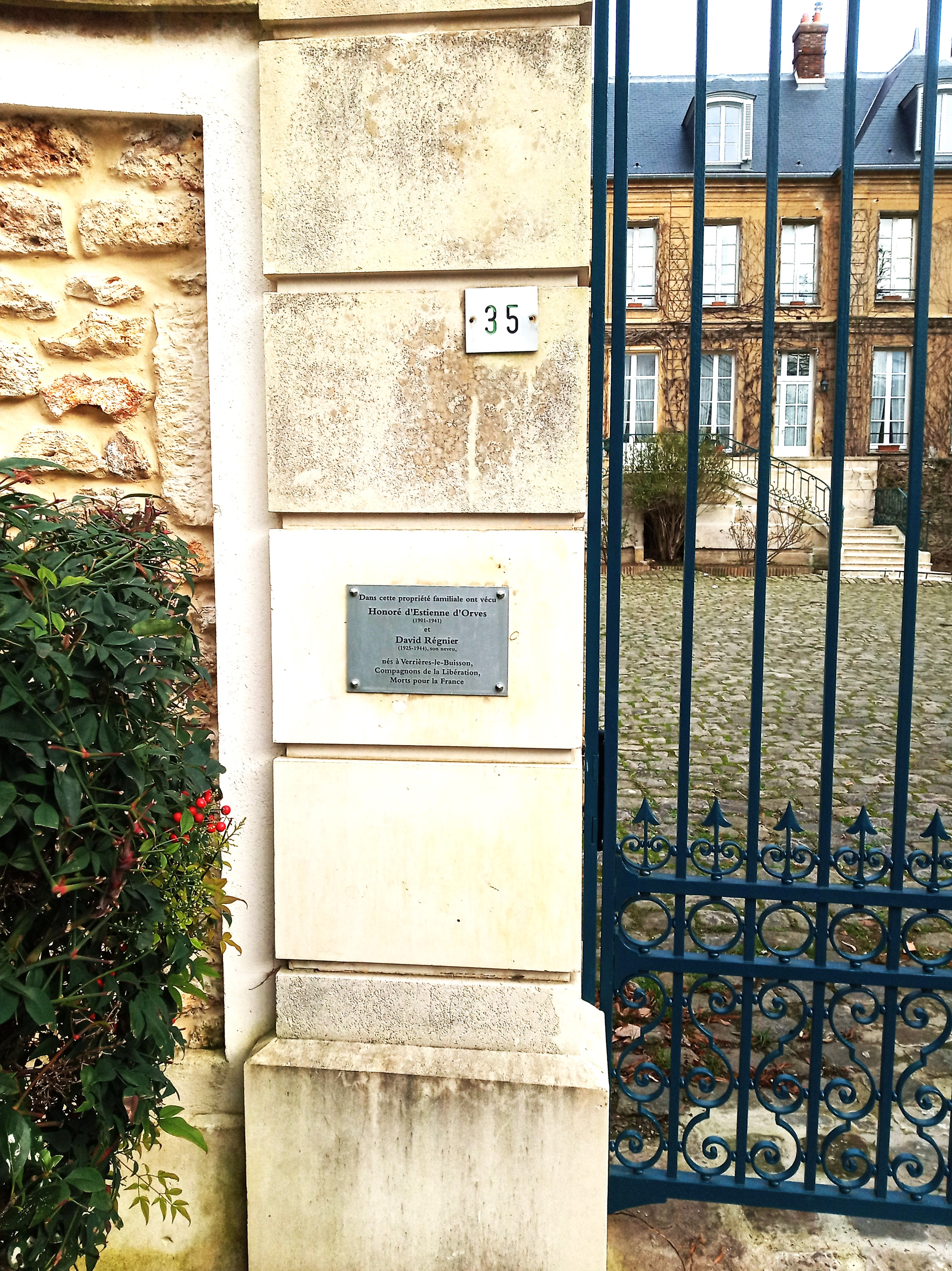
Verrières-le-Buisson, plaque mémorielle Honoré d'Estienne d'Orves et David Régnier.

- Le grand hall de l'École polytechnique porte son nom.
- Son nom a été donné à divers lieux parisiens (square, place et station de métro) :
  - la place d'Estienne-d'Orves (carrefour) et le square d'Estienne-d'Orves situés devant l'église de la Trinité ; les plaques mentionnant la place débordent sur les rues adjacentes (rue de Clichy, rue Blanche) ;
  - la station de métro parisien correspondante porte aussi son nom : Trinité - d'Estienne d'Orves, ainsi qu'au parking pour voitures avoisinant, où une plaque de marbre commémorative lui est dédiée ;
  - la cour d'honneur de l'hôtel de la Marine, ancien siège de l'état-major de la Marine, est dénommée cour Honoré d'Estienne d'Orves
- Un aviso de la Marine nationale, le d'Estienne d'Orves (F781) (1976-1999), tête d'une série de dix-sept unités, a donné son nom à la classe d'Estienne d'Orves.
- Son nom a été donné à un groupe Scouts et Guides de France (SGDF), un groupe scout marin à Vannes dans le Morbihan ; ce groupe existe depuis 1950.
- Un des futurs patrouilleurs hauturiers de la Marine nationale, mise en service prévue en 2027, portera son nom[18].
- Deux bateaux de sauvetage de la Société nationale de sauvetage en mer (SNSM) d'Agde dans l'Hérault portent son nom :
  - le canot de deuxième classe de 8,50 m D'Estienne d'Orves, en service de 1948 à 1980, devenu ensuite jusqu'en 1990 canot de réserve ;
  - la vedette de deuxième classe de 10,50 m SNS 242 Capitaine de Frégate Honoré d'Estienne d'Orves, succédant au canot ci-dessus, mise en service en 1991, devenue vedette de réserve et de formation depuis 2013 à Saint-Nazaire.
- Louis Aragon lui a dédié, ainsi qu'à trois autres résistants (Gabriel Péri, Gilbert Dru et Guy Môquet, soit deux chrétiens — d'Estienne d'Orves et Dru — et deux communistes — Péri et Môquet), son poème La Rose et le Réséda, qui contient les célèbres vers : « Celui qui croyait au Ciel/Celui qui n'y croyait pas ».
- L'écrivain Ernst Jünger note dans son Journal : « Lu cet après midi les lettres d'adieu du comte d'Estienne d'Orves, fusillé après jugement du tribunal militaire, qui m'ont été communiquées par son défenseur. Elles constituent une lecture de haute valeur ; j'avais le sentiment de tenir entre mes mains un document qui demeurera. » (Premier journal parisien, 12 novembre 1941).
- À Marseille, une place piétonne à l'italienne située dans le prolongement de la place aux Huiles porte le nom de cours Honoré-d'Estienne-d'Orves.
- À Aix en Provence, une allée porte le nom d'Estienne d'Orves, près de la Fondation Vasarely.
- Une rue de l'île de Sein porte son nom, inaugurée par l'amiral Thierry d'Argenlieu en juillet 1955.
- Le parc d'Estienne-d'Orves est un parc départemental de quinze hectares à Nice dans les Alpes-Maritimes[19]. Ce parc est situé sur une ancienne propriété de la famille d'Estienne-d'Orves.
- La préparation militaire supérieure état-major (PMS état-major) de la Marine nationale porte son nom depuis le 29 octobre 2008 par décision du chef d'état-major de la Marine
- La préparation militaire de la Marine nationale basée à Cusset (Allier) est baptisée Honoré d'Estienne-d'Orves depuis 1975. Cette préparation militaire Marine a en effet été ouverte à l’initiative des marins du Sichon, dont certains avaient servi sous les ordres d'Honoré d'Estienne-d'Orves.

- Portent également son nom : 

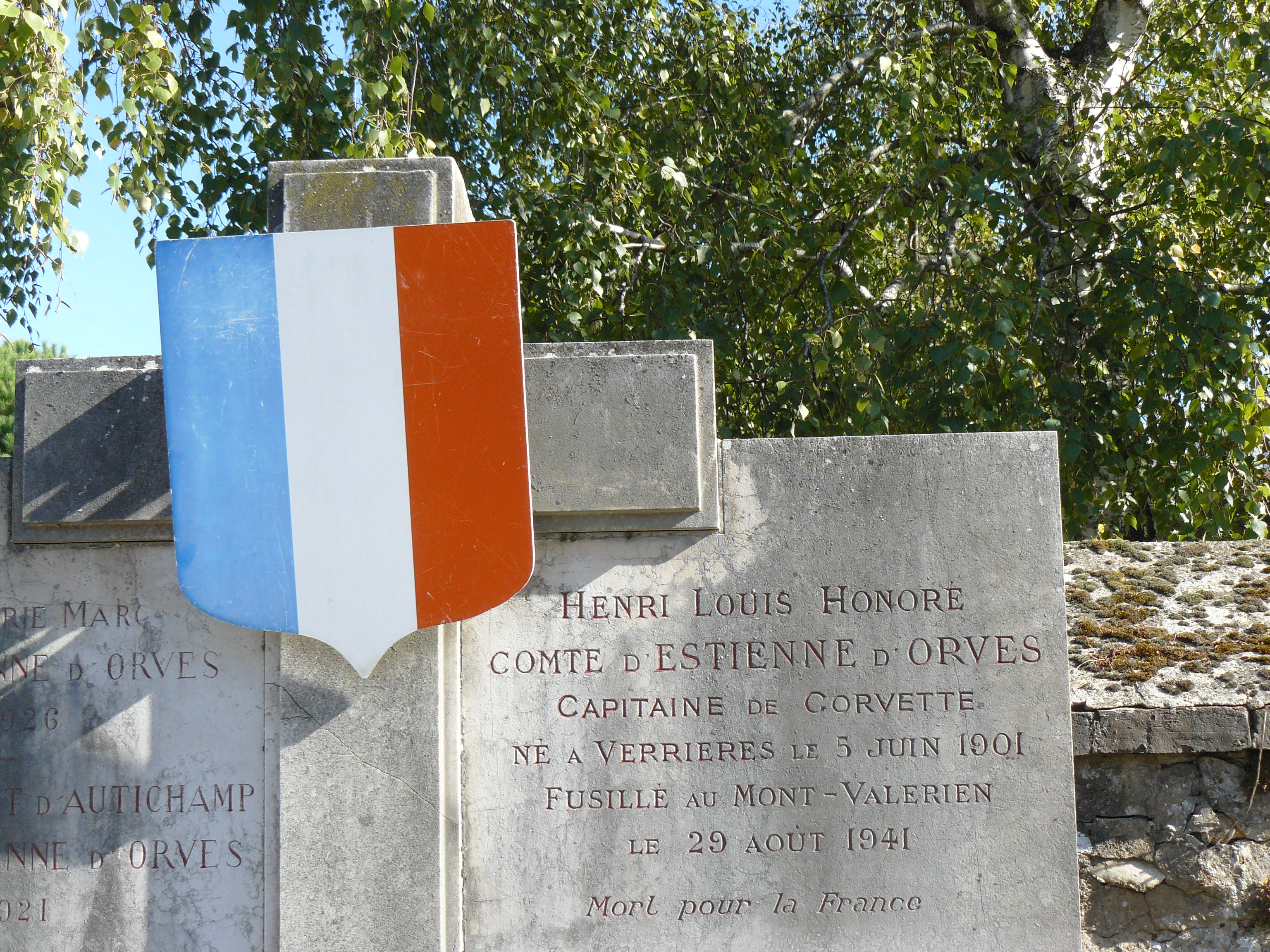
Sépulture d'Honoré d'Estienne d'Orves, au cimetière de Verrières-le-Buisson (Essonne).

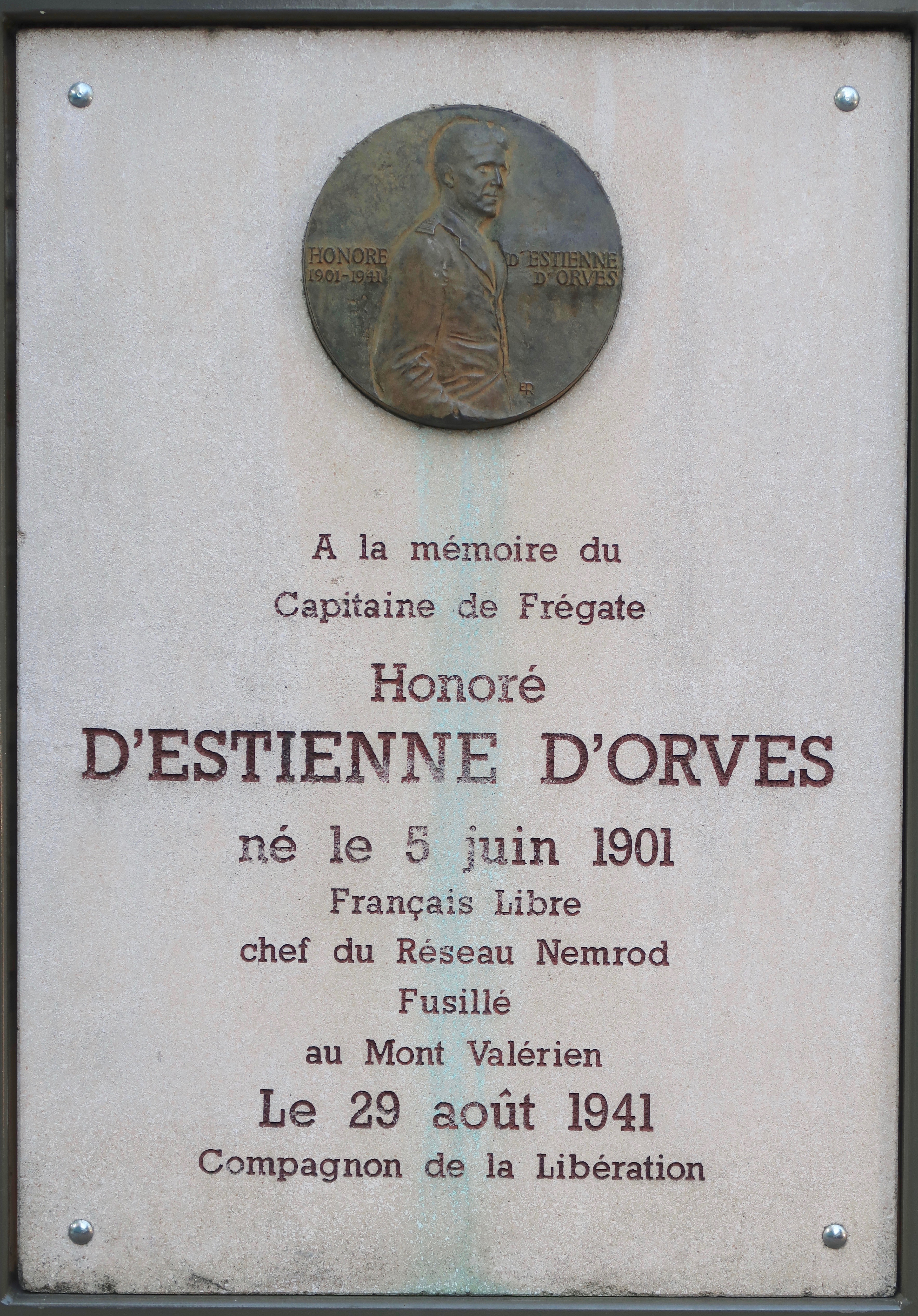
Plaque à Suresnes (ville où il a été assassiné), rue Honoré-d'Estienne-d'Orves.

  - une place et un quai du Guilvinec, une rue à Brest, une rue à Crozon-Morgat, une rue au Relecq-Kerhuon , toutes quatre communes du Finistère ;
  - des rues, avenues, places dans de nombreuses communes :
    - Antony, Bois-Colombes, Châtenay-Malabry, Châtillon, Clamart, Clichy, Colombes, Courbevoie, Fontenay-aux-Roses, La Garenne-Colombes, Issy-les-Moulineaux, Le Plessis-Robinson, Levallois-Perret, Meudon, Montrouge, Nanterre, Rueil-Malmaison, Suresnes (ville où il a été assassiné ; une plaque lui rend hommage dans la rue qui porte son nom, au croisement avec la rue de Verdun), soit dix-huit communes des Hauts-de-Seine,
    - Verrières-le-Buisson, Arpajon, Brétigny-sur-Orge, Draveil, Épinay-sur-Orge, Évry, Juvisy-sur-Orge, Massy, Palaiseau, Viry-Châtillon, Wissous, soit onze communes de l'Essonne[20],
    - Bougival, Les Clayes-sous-Bois, Fontenay-le-Fleury, Guyancourt, Mantes-la-Ville, Montesson, Le Pecq, Trappes, Viroflay, soit neuf communes des Yvelines ;
    - Eaubonne, Garges-lès-Gonesse, Presles, Saint-Ouen-l'Aumône, Sarcelles, soit cinq communes du Val-d'Oise,
    - Bagnolet, Le Blanc-Mesnil, Drancy, Gagny, Montreuil, Neuilly-Plaisance, Neuilly-sur-Marne, Noisy-le-Sec, Pantin, Les Pavillons-sous-Bois, Le Pré-Saint-Gervais, Rosny-sous-Bois, Saint-Ouen, Sevran, soit quatorze communes de la Seine-Saint-Denis[21],
    - Arcueil, Bonneuil-sur-Marne, Cachan, Charenton-le-Pont, Créteil, Fontenay-sous-Bois, L'Haÿ-les-Roses, Ivry-sur-Seine, Joinville-le-Pont,Maisons-Alfort, Nogent-sur-Marne, Noiseau, Le Perreux-sur-Marne, Thiais, Vincennes, soit quinze communes du Val-de-Marne[22],
    - à Angers (Maine-et-Loire), Saint-Pierre-des-Corps (Indre-et-Loire), Épinac et Montchanin en Saône-et-Loire ; un cours de Nantes (Loire-Atlantique), une des rues de la base sous-marine de Lorient (Morbihan), à Pecquencourt , etc.
- Dans l'enseignement, on trouve le lycée Honoré-d'Estienne-d'Orves à Nice (ce lycée est situé sur une ancienne propriété de la famille d'Estienne-d'Orves) ; une école primaire portant son nom à Verrières-le-Buisson, sa ville natale ; des groupes scolaires à Montreuil, Noisy-le-Sec et Suresnes ; un collège technique à Clamart ; une plaque commémorative et un amphithéâtre à son nom au lycée Saint-Louis-de-Gonzague où il a étudié.

- Cependant, à Toulon (Pont du Las), rue Félix-Mayol, un collège portant son nom a été débaptisé dans les années 1980 (il se nomme désormais Pierre-Puget).
- Les auditeurs de la 186e session en région de l'Institut des hautes études de Défense nationale (Nantes-Brest-Rennes de septembre à octobre 2011) ont choisi de donner le nom « Honoré d'Estienne d'Orves » à leur promotion.
- En 1957, l'administration des PTT françaises émet un timbre-poste à son effigie[23] dans la série des « Héros de la Résistance »[24], timbre d'une valeur de 10 F, dessiné et gravé en taille-douce par Albert Decaris.
- La Région des Pays de la Loire a choisi de donner son nom au lycée de Carquefou, ouvert à la rentrée 2017, mais l’opposition de gauche, ainsi que des enseignants et des parents d’élèves, ont protesté et réclamé le nom d’un scientifique[25]. Ils n'ont pas obtenu gain de cause.

## Publication
- Carnets de voyage, Paris, éditions Flammarion, coll. « Arthaud - L’Esprit voyageur », 2013  (ISBN 978-2-08-128997-0).